# Crosskabel
Als Crosskabel, Crossover-Kabel, Crosslinked-Kabel  oder Überkreuzkabel bezeichnet man in der Computernetz-Technik (LAN-Technik) ein vier- oder achtadriges Twisted-Pair-Kabel, bei dem in einem der beiden RJ45-Stecker gewisse Kabeladern vertauscht sind (engl. to cross: kreuzen). Während ein nicht gekreuztes (straight through) Netzwerkkabel Computer mit Switches verbindet, kann man mit einem Crossoverkabel zwei Computer (oder zwei Switches) direkt miteinander verbinden. Mit der Verbreitung von Auto-MDI-X sind Crossoverkabel nicht mehr notwendig, da Netzwerkgeräte mit diesem Standard das Sende- und Empfangsleitungspaar erkennen und automatisch intern richtig aufschalten. Bei 1000BASE-T-Verbindungen sind Crossover-Kabel unnötig, da dort jedes Paar identifiziert wird und beliebige Zuordnungen funktionieren.

## Aufbau
Die Ethernet-Medientypen 10BASE-T und 100BASE-TX verwenden jeweils ein Adernpaar für die Senderichtung und eines für die Empfangsrichtung. Damit eine Verbindung zustande kommen kann, müssen die Adernpaare so verbunden sein, dass das Sende-Adernpaar des einen Geräts mit dem Empfangs-Adernpaar des anderen Geräts verbunden ist. Bei Netzwerkkomponenten wie Repeatern, Hubs, Bridges oder Switches ist die Kreuzung intern in den RJ45-Anschlussbuchsen vorgesehen und wird als MDI-X bezeichnet. Computer und Switch werden daher durch ungekreuzte Twisted-Pair-Kabel verbunden, bei denen auf beiden Seiten dieselbe Belegung verwendet wird (gleiche Positionen bei beiden Steckern sind miteinander verbunden). Dies sind bei 10BASE-T und 100BASE-TX auf beiden Seiten entweder EIA/TIA-568A oder B.
Sollen nun zwei Computer direkt mit einem Kabel verbunden werden, müssen die signalführenden Adernpaare im Kabel gekreuzt werden. Das erreicht man, indem einer der beiden Stecker entsprechend anders belegt wird. Ohne die Kreuzung der Adernpaare kommt keine Verbindung zustande. Statt eines Crossoverkabels kann man auch ein ungekreuztes Kabel mit einem Crossover-Adapter verwenden, um die Kreuzung der Adernpaare vorzunehmen.
Bevor Auto-MDI-X verbreitet war, verfügten die meisten Hubs und Switches über einen Uplink-Port, der intern nicht gekreuzt war und per ungekreuztem Kabel mit einem gewöhnlichen MDI-X-Port eines anderen Switches verbunden werden konnte. Bei Verwendung eines Crossoverkabels war der Uplink-Port nicht notwendig und man konnte zwei MDI-X-Ports miteinander verbinden.

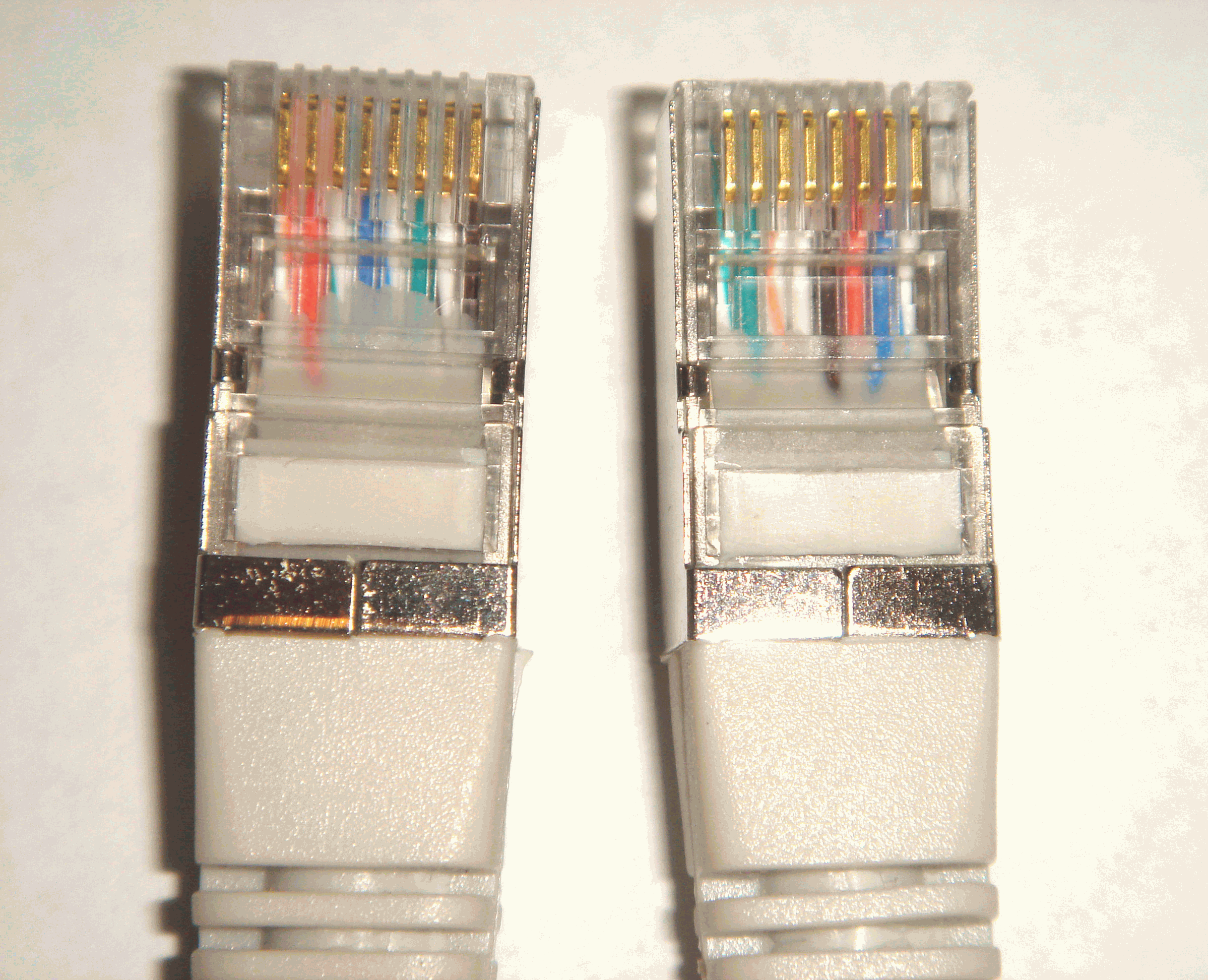
Die beiden Steckerenden eines Crosskabels, bei dem alle Paare gekreuzt sind.
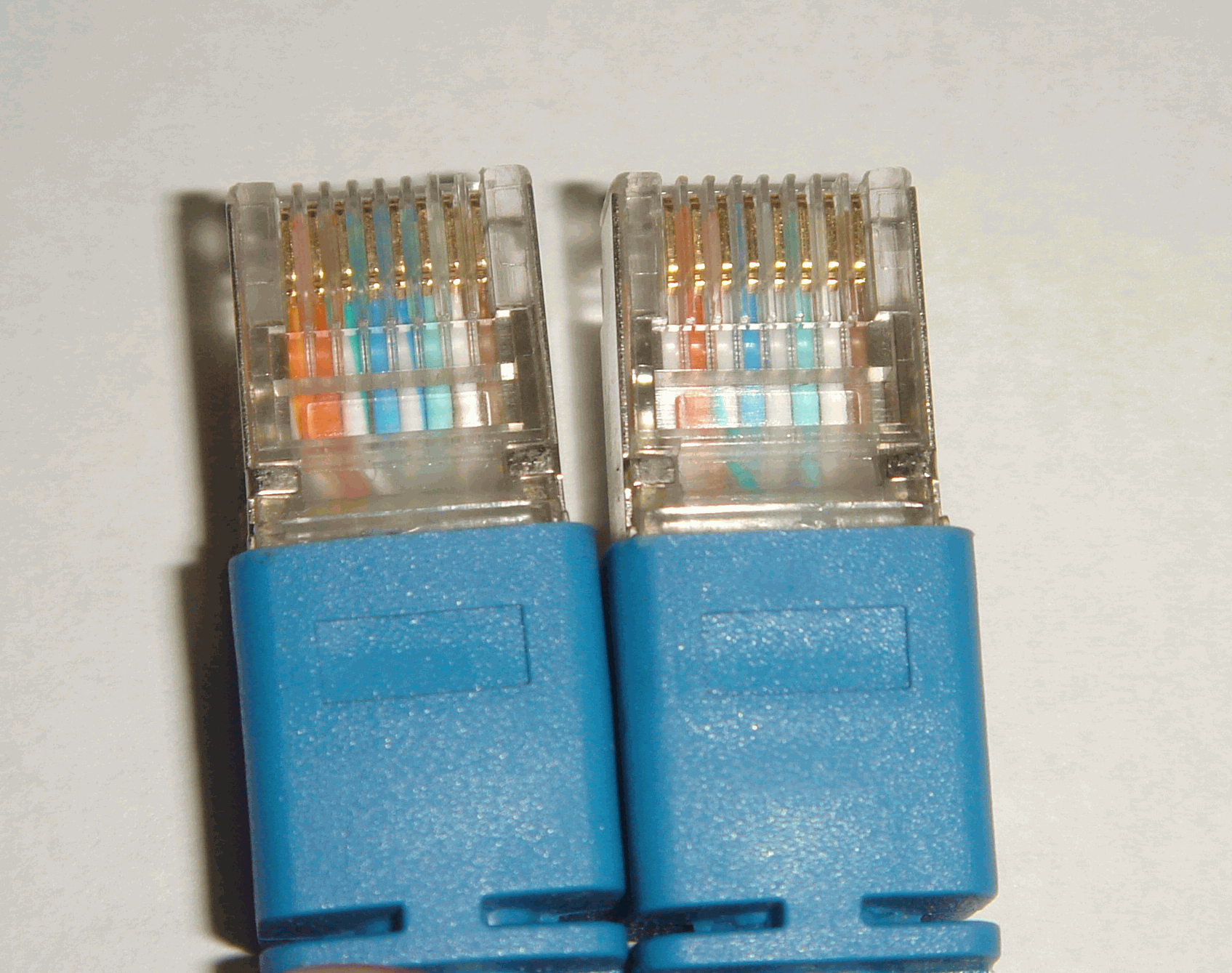
Zum Vergleich die beiden Steckerenden eines ungekreuzten Patchkabels.
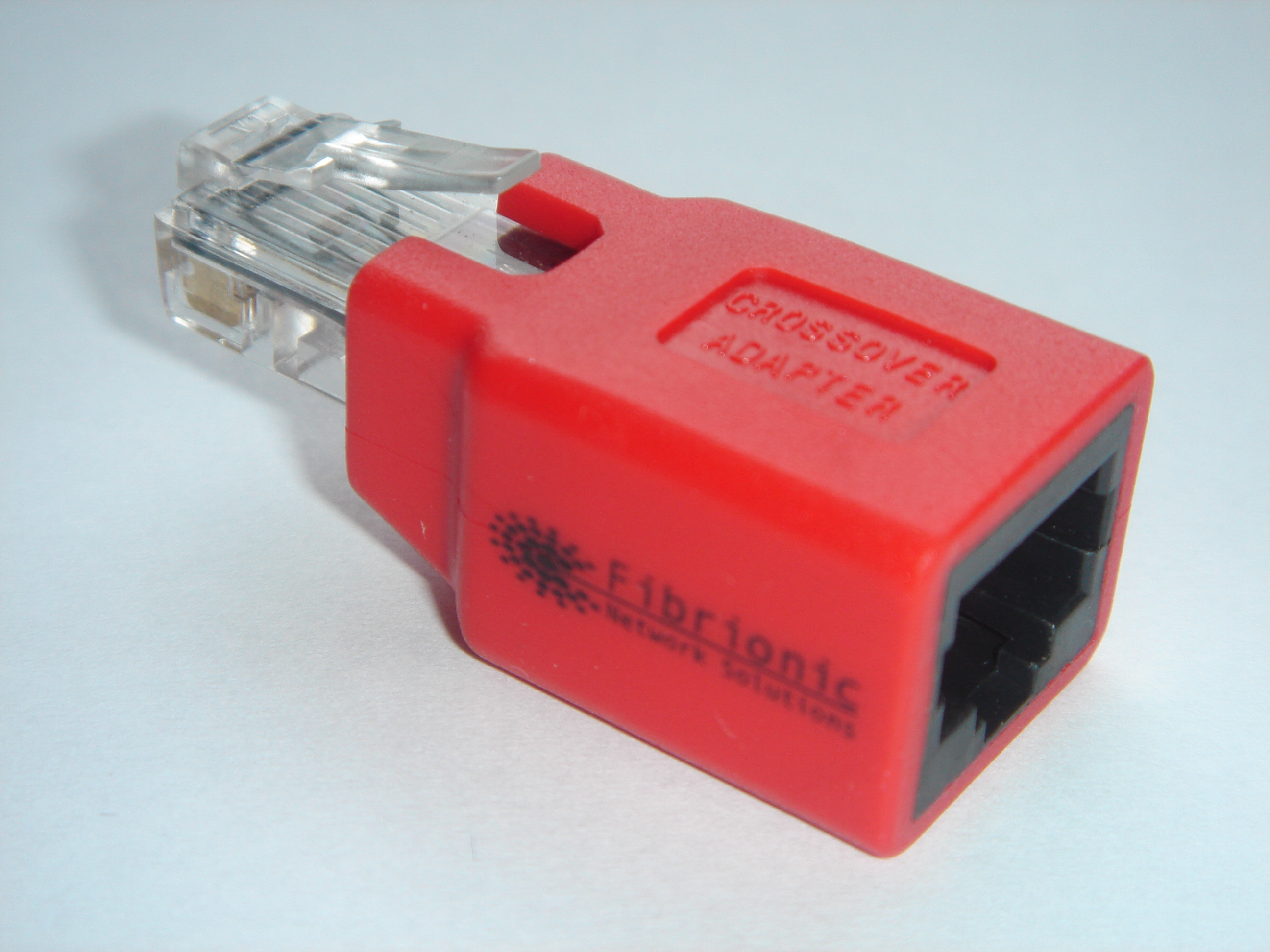
Ein Crossover-Adapter.

## Varianten
Das Crosskabel gibt es in 3 Varianten:

### 10BASE-T- und 100BASE-TX-Ethernet
Hier werden nur zwei Adernpaare benutzt/gekreuzt (1-2 sowie 3-6). Da in diesen Standards nicht alle Adernpaare zur Übertragung genutzt werden, müssen auch nicht alle Adernpaare verbunden oder gekreuzt sein.
Das heißt, im gekreuzten Kabel dieser Bauart werden die verdrillten Adernpaare 1-2 und 3-6 mit 3-6 und 1-2 gekreuzt, die Belegung der Adernpaare 4-5 und 7-8 ist nicht von Bedeutung.

### 100BASE-T4-Ethernet
100BASE-T4-Ethernet ist in den USA etwas verbreitet, denn es kann auch mit älteren CAT-3-Kabeln genutzt werden. Allerdings werden dann vier Adernpaare zur Übertragung genutzt, folglich müssen auch alle vier Adernpaare gekreuzt werden.
Vom Prinzip her gibt es in diesem Kabel zwei Viererbündel, einmal das von 10BASE-T und 100BASE-TX bekannte Viererbündel (1-2 und 3-6) und zusätzlich die Adernpaare 4-5 und 7-8, die genauso miteinander verbunden oder gekreuzt werden.
Das heißt die verdrillten Adernpaare 1-2, 3-6, 4-5 und 7-8 werden mit 3-6, 1-2, 7-8 und 4-5 verbunden, und zwar genau in dieser Anordnung und mit dieser Verdrillung.

### 1000BASE-T-Ethernet
Hier werden mindestens CAT-5-Kabel benötigt, analog zu 100BASE-T4 sind auch hier alle vier Adernpaare in Betrieb, folglich müsste das gekreuzte Kabel dem 100BASE-T4-Typ entsprechen. Jedoch sind bei 1000BASE-T keine Crosskabel mehr notwendig, praktisch alle Schnittstellen (LAN-Karten, Switches usw.) erkennen die jeweilige Situation bei 10- und 100-Mbit/s-Verbindungen automatisch und schalten die Pinbelegung entsprechend um (Auto-MDI-X, siehe Medium Dependent Interface). Bei Gigabit-Verbindungen sind Crossover-Kabel irrelevant, da dort in der Physical Medium Attachment Subschicht alle Paare automatisch zugeordnet werden. So können auch Switch-Switch- oder PC-PC-Verbindungen mit beliebigen Kabeln hergestellt werden.
Die Pinbelegungen sind im Artikel RJ45 zu finden.

## Herstellung, elektrische Details
Crosskabel können nach oben genannter Belegung relativ einfach selbst hergestellt werden.
Stellt man die Kabel nach dem 100BASE-TX-Standard her, so gibt es neben der falschen Kabelgüte (Cat 5 oder besser ist erforderlich) eine häufige weitere Fehlerquelle. Ist die Verdrillung bei ISDN oder 10BASE-T noch auf Grund der relativ niederen Signal-Frequenzen fast ohne Einfluss, so kommt ihr bei 100 Mbit/s eine wesentliche Bedeutung zu.
Ethernet über Twisted Pair benutzt symmetrische, differenzielle Signale zur Minimierung der elektromagnetischen Abstrahlung und Reduzierung von Gleichtaktstörungen. Daher ist es wichtig, welche Adernpaare miteinander verdrillt sind. Das funktioniert wie folgt: Wechselt ein Draht des Adernpaars auf eine positive Spannung, so wechselt die Spannung auf dem anderen Draht gleichzeitig auf eine gleich hohe negative Spannung – die dabei entstehenden elektromagnetischen Felder löschen sich gegenseitig aus. In jedem Fall müssen daher bei 100BASE-TX Pin 1 und 2 ein verdrilltes Adernpaar bilden, gleiches gilt für das Adernpaar auf Pin 3 und 6 (bei 100BASE-T4-Kabeln bilden auch Pin 4-5 und 7-8 verdrillte Paare). Weiter sollten alle Drähte eines Adernpaars exakt gleich lang sein, auch die Verdrillung darf nur auf einem kurzen Kabelstück (max. ca. 1,5 cm) fehlen bzw. entfernt werden.[Beleg?]
Diese Art von Fehler können nur teure Hochfrequenz-Kabeltester oder einige geeignete Gigabit-Ethernet-Netzwerkkarten aufspüren. Einfache LED-Tester hingegen arbeiten mit Gleichstrom und zeigen daher nicht, welche Adernpaare verdrillt sind. Sinngemäß gilt das auch für 10BASE-T-Verkabelungen, wobei falsch aufgelegte Adernpaare hier bei weitem weniger stören.

## Auto-Crossover
Seit 1999 können viele Geräte detektieren, welche Leitungen wohin führen müssen, und das entsprechende Paar selbst zuordnen, sodass gekreuzte und ungekreuzte Kabel gleichermaßen verwendet werden können. Dazu schalten die Geräte, während sie senden und empfangen, so lange zwischen den Kanälen um, bis sie Verbindungsdaten empfangen, und stoppen dann das Umschalten. Auto-Crossover wurde mit IEEE 802.3ab-1999, Abschnitt 40.4.4 (Automatische MDI/MDI-X Konfiguration) standardisiert.